# Dwight McCarthy
Pour les articles homonymes, voir Mac Carthy.
Dwight McCarthy est un personnage fictif créé par Frank Miller dans la série de comics Sin City.

## Biographie fictive
Dwight apparait pour la première fois dans le tome 2 de la série, J'ai tué pour elle. Dans cet ouvrage, Dwight est un photographe minable qui réalise des clichés sur le vif de notables en train de tromper leur femme, notamment. Après avoir naïvement cru une fois de plus une histoire racontée par son ancienne fiancée Ava Lord (qui exerce un magnétisme vicieux sur lui), il se rend chez Ava et se fait violemment rejeter par Manute, le domestique de Damien Lord, époux d'Ava. Celle-ci se rend ensuite chez Dwight et lui raconte des mensonges une fois encore. Cependant Manute trouve le domicile de Dwight et récupère Ava, passant à tabac Dwight une fois de plus.
Par la suite, convaincu qu'Ava lui a dit la vérité, McCarthy se rend de nouveau chez Damien Lord en compagnie de Marv, un colosse presque invulnérable. Alors que ce dernier met Manute hors de combat, Dwight tue involontairement Damien Lord. Ava lui tire plusieurs balles dans le corps avant d’appeler la police pour leur raconter que les deux hommes se sont entre-tués. À moitié mort, Dwight se rend à la vieille ville où il est soigné par les prostituées qui y font la loi.
Il subit une opération de chirurgie réparatrice au niveau du visage et, grâce à l'aide des prostituées de la vieille ville, il se rend chez Ava et la tue.
Dans le tome 3, Le Grand Carnage, c'est au tour de Dwight de venir en aide aux filles de la vieille ville après que celles-ci ont tué quatre clients trop entreprenants, parmi lesquels un policier du nom de Jack Rafferty dit « Jackie Boy ». Lors de l'affrontement final au cœur de la vieille ville, Dwight réussit à se débarrasser de la dernière partie du cadavre de Jackie Boy (qui aurait pu rompre la trêve tacite entre les prostituées, la police et la mafia, si ces deux derniers avaient appris que les prostituées avaient tué un policer) : sa tête. Manute (qui est de retour après avoir été laissé pour mort à la fin de J’ai tué pour elle) est également tué.
Dans le tome 5, Valeurs familiales, Dwight rend un service aux prostituées en permettant à l'une d'elles de se venger d'un mafieux italien qui avait tué son amie lors d'un règlement de comptes entre malfrats.
Dwight apparait finalement dans le tome 6 de la série intitulé Des filles et des flingues. Cet ouvrage est composé d'une dizaine d’histoires courtes mettant notamment en scène des personnages de la série, emblématiques (Marv) ou mineurs (M. Schlubb et M. Klump).

## Œuvres où le personnage apparaît
Dwight McCarthy est un personnage récurrent de la série Sin City. C'est celui qui apparaît dans le plus grand nombre de récits.

### Comics
- J'ai tué pour elle (A Dame to kill for), 1993
- Le Grand Carnage (The Big Fat Kill), 1994
- Cet Enfant de salaud (That Yellow Bastard), 1996
- Valeurs familiales (Familly Values), 1997
- La Fille en rouge (The Babe Wore Red) dans Des filles et des flingues (Booze, Broads and Bullets) 1997/2000

### Films
Dwight McCarthy est interprété par l'acteur Clive Owen dans le film Sin City (2005), réalisé par Robert Rodriguez et Frank Miller. Il ne reprend pas le rôle et est remplacé par Josh Brolin dans Sin City : J'ai tué pour elle (Sin City: A Dame to Kill For), des mêmes réalisateurs, sorti en 2014.